# Jaïr Karam
Jaïr Karam, né le 1er mars 1976 à Cayenne (Guyane), est un footballeur français, reconverti comme entraîneur. 
Il entraîne la sélection de Guyane de 2013 à 2018. Il est le premier sélectionneur à avoir qualifié la sélection guyanaise pour la Gold Cup.

## Biographie
Jaïr Karam connaît une carrière modeste de joueur comme gardien de but, tout d'abord en National 2 au club de FC Sète de 1996 à 1999, puis au niveau régional sur la région parisienne, à Noisy-le-Sec en 1999-2000. Il rejoue ensuite en Guyane, évoluant avec l'ASC Remire, l'AJ Saint-Georges et de nouveau Rémire sur la période de 2000 à 2010. Il évolue également avec la sélection de Guyane (2000-2005) dans les compétitions internationales du bassin caribéen.
Jaïr Karam commence très tôt une carrière d'entraîneur. Possédant un troisième cycle universitaire dans le domaine de management du sport et après avoir passé ses diplômes d’entraîneur, il occupe son premier poste au sein de l'équipe première de l'ASC Remire, club formateur de Florent Malouda, de 2006 à 2013.
En 2013, il est nommé sélectionneur de l'équipe de Guyane. Il réussit à bâtir une équipe compétitive en réussissant une cohésion entre les joueurs guyanais évoluant dans les championnats professionnels et amateurs. La Guyane obtient, tout au long de son parcours de qualification, des résultats probants.
Autour de joueurs d'expérience (Donovan Léon, Roy Contout, Ludovic Baal ou encore Sloan Privat), il échoue de peu dans sa tentative d'obtenir la qualification pour la Gold Cup 2015. Après une victoire contre le Honduras au match aller sur le score de 3 buts à 1 en Guyane, l'équipe, privée de ses professionnels, s'incline au retour au Honduras ce qui la prive de la qualification.
En 2017, après avoir battu des adversaires habitués aux compétitions internationales, la Guyane termine à la troisième place de la phase finale de la Coupe caribéenne des nations. L'événement majeur pour la sélection est la qualification pour la première fois de son histoire pour la phase finale de la Gold Cup, pour l'édition 2017, après une victoire en Haïti sur le score de 5 à 2.
Pour cette première participation à une phase finale, disputée aux États-Unis, l'équipe est renforcée par la présence de Florent Malouda,,. Un l'imbroglio administratif est toutefois lié à de la qualification de l'ex-international français. Malgré des résultats encourageants sur le terrain — défaite 4 à 2 face au Canada, match nul 0 à 0 face au Honduras, défaite 3 à 0 face au Costa Rica — la Guyane se voit sanctionnée, administrativement, à l'issue du match du Honduras et par conséquent disqualifiée de la compétition. Malgré des résultats probants, Jair Karam est remplacé par Thierry De Neef.
En 2018, Jaïr Karam s'engage avec le Stade Poitevin FC en National 3. Dès la première saison, le club gagne sa première coupe régionale de Nouvelle-Aquitaine. En 2020, après deux ans de collaboration, il quitte le Stade Poitevin FC. 
Il devient ensuite entraîneur du FC Chamalières, évoluant en National 2. Après avoir assuré le maintien du club au sein de cette division, il annonce quitter le club pour devenir l'entraîneur de l'équipe réserve du Havre AC.

## Palmarès et performances notables

### En tant qu'entraîneur
- Guyane (CONCACAF)
  - Gold Cup
    - Barragiste contre le Honduras à la Gold Cup 2015
    - Première qualification de l'histoire de la Guyane à la Gold Cup 2017

  - Coupe des Caraïbes
    - Troisième de la Coupe des Caraïbes 2017

- Stade Poitevin FC
  - Coupe de Nouvelle-Aquitaine (1) 
    - Vainqueur en 2019

## Statistiques
| Équipe            | Pays   | de               | à               | Statistiques | Statistiques | Statistiques | Statistiques | Statistiques |
| Équipe            | Pays   | de               | à               | M            | V            | N            | D            | % de V       |
| ----------------- | ------ | ---------------- | --------------- | ------------ | ------------ | ------------ | ------------ | ------------ |
| ASC Remire        | France | 1er juillet 2006 | 30 juin 2013    | 154          | 39           | 52           | 63           | 25 %         |
| Guyane            | France | 15 novembre 2013 | 22 février 2018 | 28           | 12           | 6            | 10           | 43 %         |
| Stade Poitevin FC | France | 1er juillet 2018 | 21 avril 2020   | 49           | 18           | 16           | 15           | 37 %         |
| FC Chamalières    | France | 28 mai 2021      | 30 juin 2022    | 33           | 10           | 8            | 15           | 30 %         |
| Le Havre AC rés.  | France | 1er juillet 2022 | présent         | 8            | 3            | 3            | 2            | 43 %         |
| Total             | Total  | Total            | Total           | 272          | 82           | 85           | 105          | 30%          |